# Miss Maranhão 2015
Miss Maranhão 2015 foi a 61.ª edição do tradicional concurso de beleza feminina do Estado que teve como intuito selecionar dentre várias candidatas do interior, a melhor, para que esta possa representar sua cultura e beleza no certame de Miss Brasil 2015. O evento é coordenado há anos pelo fotógrafo amapaense Márcio Prado e contou com a participação de aproximadamente 30 candidatas municipais em busca do título que pertencia à Larissa Pires. A final se realizou novamente no Teatro Arthur Azevedo, na capital do Estado com apresentação da jovem jornalista Heloísa Batalha. A vencedora do ano passado não pôde comparecer ao evento devido à compromissos profissionais em outro Estado, a vencedora foi coroada pela Miss São Luís 2014, Mayara Lívia.

## Resultados

### Colocações
Como a capital do Estado não é representada no certame estadual, a candidata que fica em 2.º. Lugar recebe o título simbólico de Miss São Luís. Essa prática era comum em certos concursos estaduais do nordeste, como o Miss Piauí, onde a segunda colocada recebia o título de Miss Teresina.

| Posição                 | Município e Candidata |
| Vencedora               | - Imperatriz - Isadora Amorim |
| 2.º. Lugar              | - Santa Luzia - Carla Braide |
| 3.º. Lugar              | - Nova Olinda - Samila Almeida |
| 4.º. Lugar              | - Palmeirândia - Mychelle Marques |
| 5.º. Lugar              | - Caxias - Brendda Lima |
| (TOP 10) Semifinalistas | - Balsas - Natália Xavier - Barreirinhas - Débora Almeida - Dom Pedro - Brendha Victória - Fortuna - Gabriella Fragoso - Presidente Dutra - Glenda Sampaio |
| (TOP 15) Semifinalistas | - Alcântara - Isabela Sousa - Coelho Neto - Monize Braz - Itinga - Wanessa Linhares - Morros - Alyne Andrade - Viana - Daniely Silva                       |

### Prêmios Especiais
- O concurso distribuiu os seguintes prêmios este ano:[5]

| Prêmio         | Candidata                         |
| Miss Simpatia  | - Barreirinhas - Débora Almeida   |
| Miss Fotogenia | - Palmeirândia - Mychelle Marques |
| Miss Elegância | - Caxias - Brendda Lima           |
| Miss Beleza    | - Nova Olinda - Samila Almeida    |

### Ordem dos Anúncios
| 1. Alcântara 2. Viana 3. Presidente Dutra 4. Santa Luzia 5. Fortuna 6. Balsas 7. Barreirinhas 8. Caxias 9. Itinga 10. Morros 11. Nova Olinda 12. Palmeirândia 13. Imperatriz 14. Dom Pedro 15. Coelho Neto | 1. Presidente Dutra 2. Santa Luzia 3. Fortuna 4. Balsas 5. Barreirinhas 6. Caxias 7. Nova Olinda 8. Palmeirândia 9. Imperatriz 10. Dom Pedro | 1. Santa Luzia 2. Nova Olinda 3. Imperatriz 4. Caxias 5. Palmeirândia |  |

## Declaração
Após ter ganho o título estadual, a vencedora declarou sua felicidade aos meios de comunicação locais:
| “ | É um grande prazer para mim e pra minha família. Ganhar o título de Miss Maranhão é uma grande honra e orgulho para mim. Eu tinha esse desejo de representar meu estado desde pequena quando eu costumava acompanhar minha mãe para os concursos. É uma imensa alegria. | ” |

## Candidatas
Disputaram o título este ano:
| - Alcântara - Isabela Sousa - Bacabeira - Alayny Moraes - Balsas - Natália Xavier - Barreirinhas - Débora Almeida - Caxias - Brendda Lima - Coelho Neto - Monize Braz - Colinas - Taynara Cristina - Dom Pedro - Brendha Victória - Fortuna - Gabriella Fragoso | - Governador Nunes - Pollyanne Soares - Humberto de Campos - Syhesglley Lima - Imperatriz - Isadora Amorim - Itapecuru-Mirim - Maiara Astarte - Itinga - Wanessa Linhares - Morros - Alyne Andrade - Nova Olinda - Samila Almeida - Palmeirândia - Mychelle Marques - Pinheiro - Liane Alves | - Presidente Dutra - Glenda Sampaio - Rosário - Taciana Rocha - Santa Helena - Nayara Miranda - São Domingos - Larah Oliveira - São José de Ribamar - Karolline Ramos - Santa Luzia - Carla Braide - Turilândia - Thaylane Fernandes - Vargem Grande - Thaciana Ximenes - Viana - Daniely Silva |

## Outros Dados
| Alcântara Isabela Sousa tem 1.73m de altura com 19 anos. Ela é estudante de Ciência e Tecnologia da UFMA. Bacabeira Alayny Moraes tem 18 anos e 1.83m de altura. A bela ocupa seu tempo estudando. Balsas Natália Xavier possui 20 anos com 1.70m de altura. É estudante de Direito da UNDB. Barreirinhas Débora Almeida tem 24 anos e 1.72m de estatura. É formada em Administração e Ciências Contábeis. Caxias Brendda Lima tem 21 anos e 1.72m de altura. É estudante de Enfermagem da Facema. Coelho Neto Monize Braz tem 21 anos, 1.68m de altura. Cursa Odontologia na UniCeuma. Colinas Tainara Cristina tem 24 anos, 1.68m de altura. Estuda Fisioterapia na UniCeuma. Dom Pedro Brendha Victória tem 20 anos e 1.78m de altura. Estuda Engenharia Civil na Uniceuma. Fortuna Gabriella Fragoso tem 1.78m e 20 anos. Ela estuda Direito na UFMA. | Governador Nunes Freire Pollyanne Soares tem 20 anos com 1.68m. Estuda Farmácia na Universidade Pitágoras. Humberto de Campos Syhesglley Lima tem 21 anos, 1.68m de altura. É estudante de Psicologia da UniCeuma Imperatriz Isadora Amorim tem 23 anos, 1.75m de altura. É formada em Arquitetura. Itapecuru-Mirim Maiara Astarte tem 23 anos, 1.68m de altura. É formada em Administração pela UEMA. Itinga do Maranhão Wanessa Linhares tem 18 anos e 1.70m. Trabalha como modelo atualmente. Morros Alyne Andrade tem 20 anos, 1.84m de altura. É estudante de Pedagogia da UFMA. Nova Olinda Samila Almeida tem 18 anos com 1.83m de altura. É acadêmica de Fisioterapia da UniCeuma. Palmeirândia Mychelle Marques tem 23 anos e 1.70m de altura. Estuda Odontologia pela UniCeuma. Pinheiro Liane Alves tem 18 anos e 1.72m de altura. É estudante. | Presidente Dutra Glenda Sampaio tem 21 anos, 1.70m de altura. É estudante de Odontologia da UniCeuma. Rosário Taciana Rocha tem 1.68m com 21 anos. Ela estuda Fisioterapia no CEST. Santa Helena Nayara Miranda tem 25 anos, 1.76m de altura. É acadêmica de Engenharia de Produção da Estácio. São Domingos Larah Oliveira tem 18 anos e 1.68m de estatura. Estuda Biomedicina na UNICEUMA. São José de Ribamar Karolline Ramos tem 18 anos, 1.70m de altura. É estudante de Administração da Estácio. Santa Luzia Carla Braide tem 19 anos e 1.70m de altura. É acadêmica de Odontologia da UniCeuma. Turilândia Thaylane Fernandes tem 21 anos e 1.77m de altura. É estudante de Nutrição da Instituição Ana Neri. Vargem Grande Thaciana Ximenes, 19 anos e 1.70m de altura. Estuda Administração na Estácio de São Luís. Viana Daniely Silva tem 18 anos e 1.68m de altura. É estudante. |